# Dietersberg (Schönsee)
Dietersberg ist ein Ortsteil der Stadt Schönsee im Oberpfälzer Landkreis Schwandorf, Bayern.

## Geographische Lage
Die vier Gebäude des Weilers Dietersberg liegen im weiten Tal der Ascha etwa 2 Kilometer nordöstlich von Schönsee.

## Geschichte
Dietersberg wird im 15. Jahrhundert erstmals schriftlich erwähnt. 1670 sollte das Hammerwerk Dietersberg als böhmisches Lehen an den Fürsten Lobkowitz gehen, wogegen Bayern Einspruch erhob. 1790 ist Dietersberg im Lehensbrief für Freiherr Karg von Bebenburg aufgeführt. 1805 gelangt es durch den Vertrag von Preßburg zu Bayern. Bereits Ende des 15. Jahrhunderts bestand in Dietersberg ein Eisenhammer, der „Dietersberger Hammer“ oder auch „Hammer Dietersberg“ genannt wurde. Er verarbeitete 1594 bis 1608 mehr als 2000 Tonnen Eisenerz und wurde zuerst als Schienhammer und später als Waffenhammer betrieben. Ab 1754 wurde der Eisenhammer Dietersberg wegen Holzmangels in eine Glasschleife umgebaut. 1907 wurde in Dietersberg ein Elektrizitätswerk errichtet, das bis nach dem Zweiten Weltkrieg Schönsee und Dietersdorf mit Strom versorgte.

## Kultur und Sehenswürdigkeiten
In Dietersberg 1 ist das ehemalige Hammerherrenhaus, ein Wohnhaus mit Staffelgiebeln und Uhrtürmchen aus dem 18./19. Jahrhundert und die Hammerkapelle aus dem 18. Jahrhundert an der westlichen Einfahrt erhalten. Außerdem gibt es in Dietersberg eine zur Gastwirtschaft umgebaute Scheune. An der Ascha entlang führt ein Rad- und Fußweg.

## Bilder

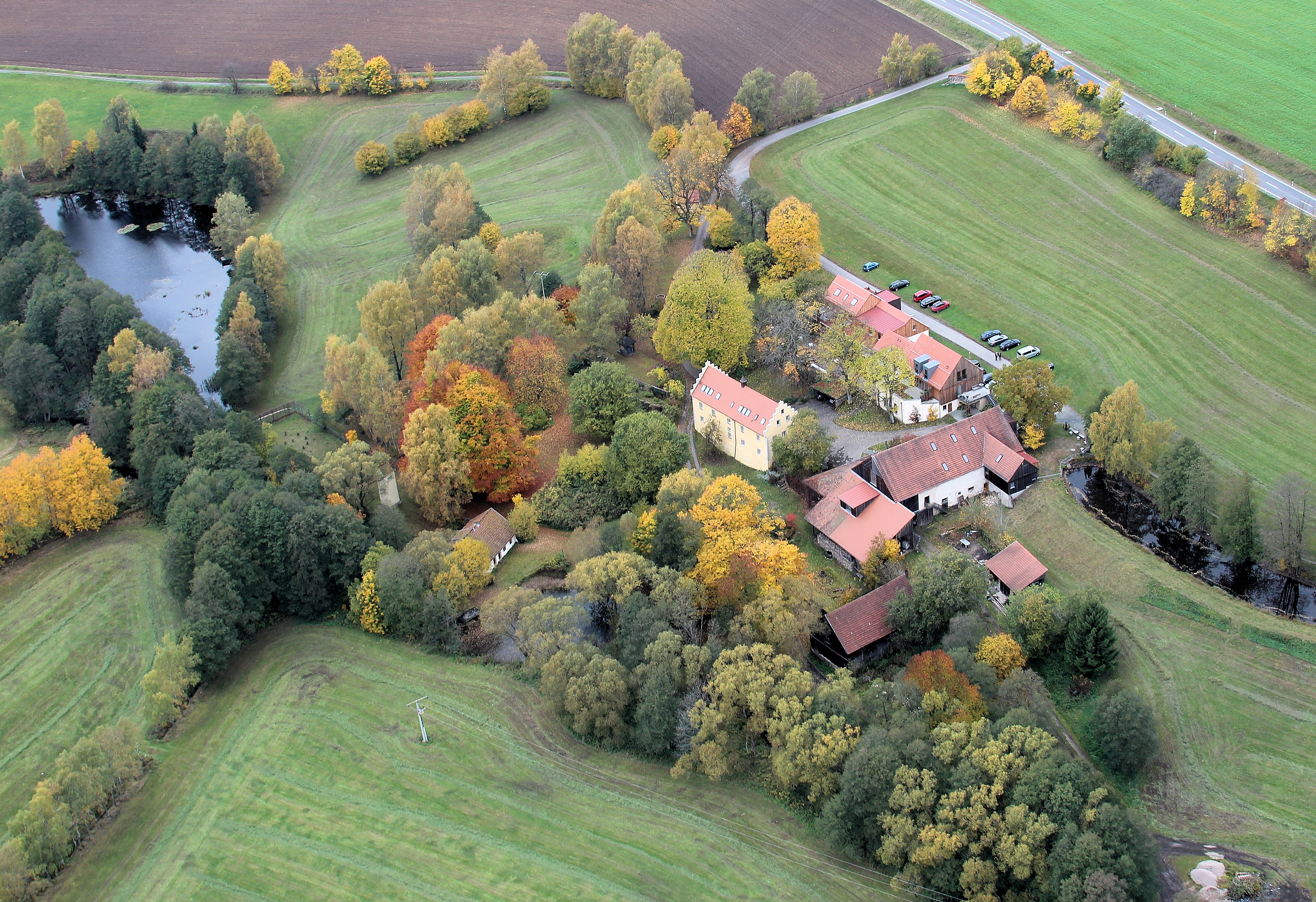
Dietersberg (2017)
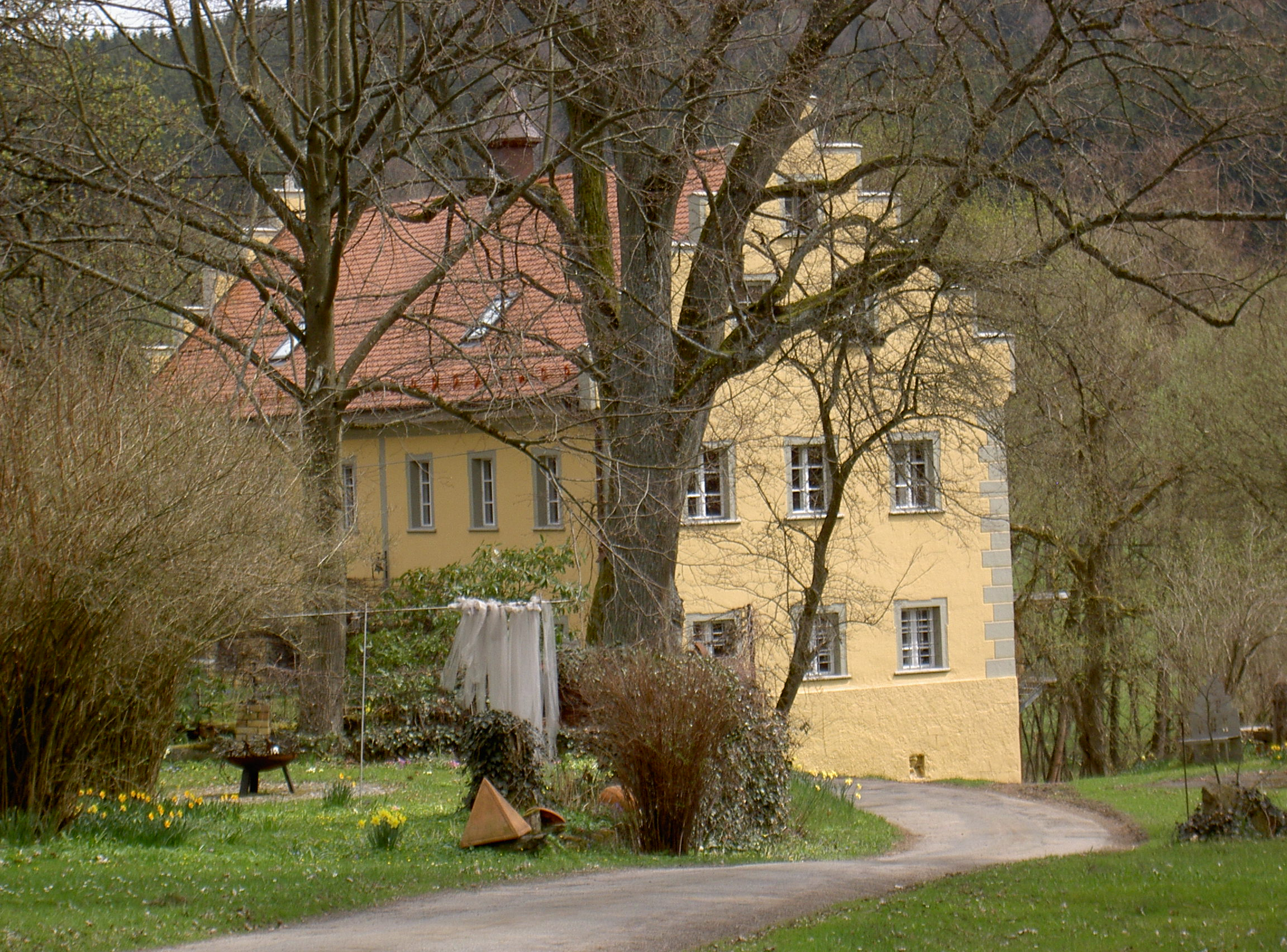
Hammerherrenhaus Gut Dietersberg
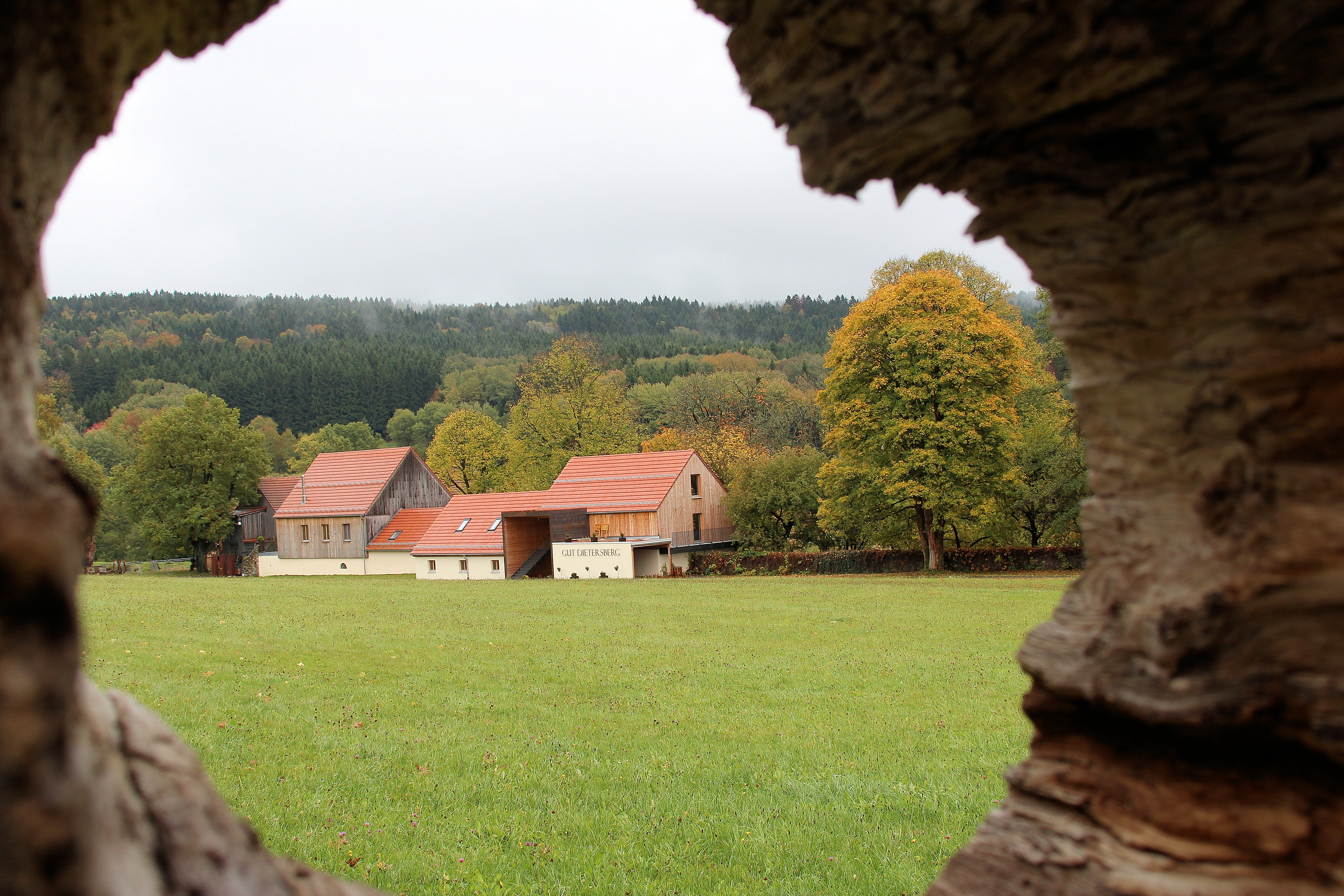
Dietersberg (2017)
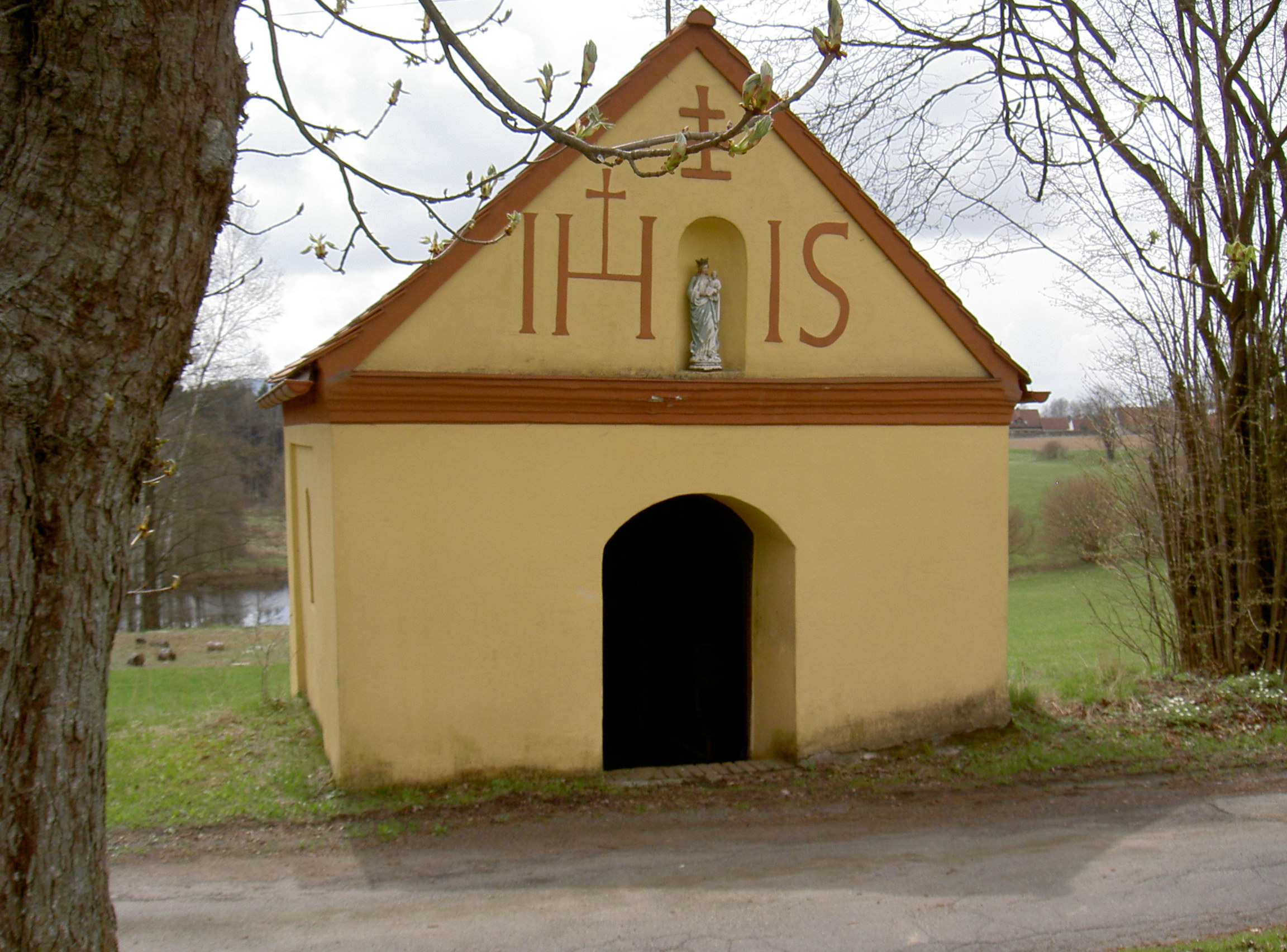
Kapelle Gut Dietersberg
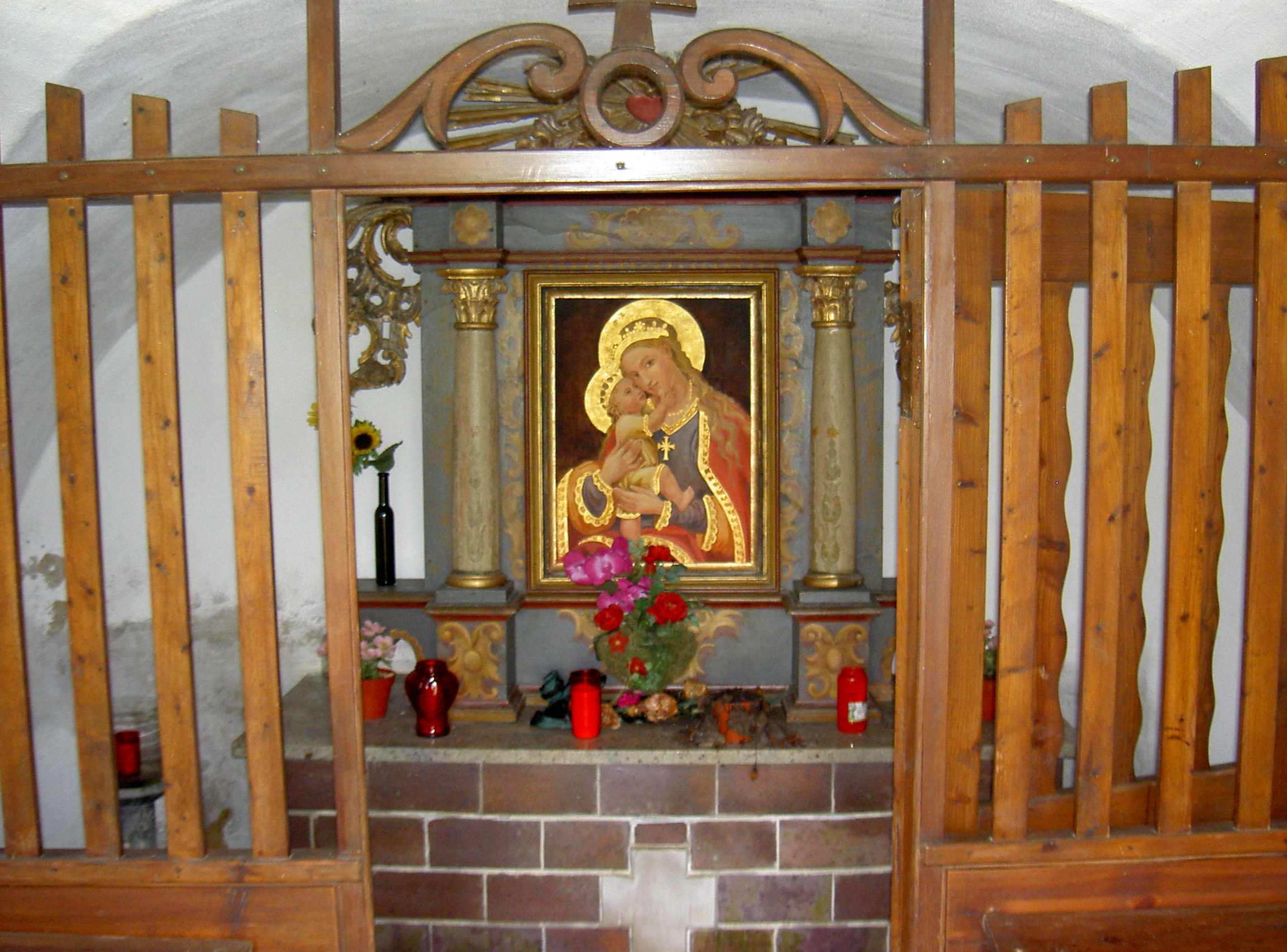
Kapelle Gut Dietersberg von innen